# Articulació zigapofisària
Les articulacions zigapofisàries (o articulacions interapofisàries, referides a les vèrtebres) són un conjunt d'articulacions sinovials i planes entre les apòfisis articulars de dues vèrtebres adjacents. Hi ha dues articulacions zigapofisàries en cada segment de moviment de la columna vertebral i cada articulació zigapofisària està innervada pels nervis meningis recurrents.